# 海伦娜·卢森斯卡
海伦娜·卢森斯卡（英語：Helena Lewczynska，1992年2月13日—），英格蘭女子羽毛球運動員。

## 簡歷
2011年7月，海伦娜·卢森斯卡出戰在芬蘭萬塔舉行的歐洲青年羽毛球錦標賽，與马修·诺丁汉合作贏得混合雙打比賽亞軍。

## 主要比賽成績
只列出曾進入準決賽的國際賽事成績：
| 年份   | 賽事                 | 公開賽級別 | 項目     | 拍檔             | 成績   |
| ------ | -------------------- | ---------- | -------- | ---------------- | ------ |
| 2010年 | 威爾斯羽毛球國際賽   | 國際系列賽 | 混合雙打 | 马修·诺丁汉      | 準決賽 |
| 2011年 | 歐洲青年羽毛球錦標賽 | 其他       | 混合雙打 | 马修·诺丁汉      | 亞軍   |
| 2012年 | 葡萄牙羽毛球國際賽   | 國際系列賽 | 女子雙打 | Hayley Rogers    | 亞軍   |
| 2012年 | 波蘭羽毛球公開賽     | 國際系列賽 | 女子雙打 | 苏菲·布朗        | 準決賽 |
| 2012年 | 愛爾蘭羽毛球國際賽   | 國際系列賽 | 女子雙打 | 苏菲·布朗        | 準決賽 |
| 2013年 | 克羅地亞羽毛球國際賽 | 國際系列賽 | 女子雙打 | 方丹·米卡·查普曼 | 準決賽 |

| 2007-2017年 | 首要超級賽 | 超級賽 | 黃金大獎賽 | 大獎賽 | 國際挑戰賽 | 國際系列賽 | 未來系列賽 | 其他 |

| 2018-2026年 | 總決賽 | 超級1000賽 | 超級750賽 | 超級500賽 | 超級300賽 | 超級100賽 | 國際挑戰賽 | 國際系列賽 | 未來系列賽 | 其他 |